# Episodi di Blossom - Le avventure di una teenager (quinta stagione)
La quinta stagione della serie televisiva Blossom - Le avventure di una teenager è stata trasmessa in anteprima negli Stati Uniti d'America dalla NBC tra il 26 settembre 1994 e il 22 maggio 1995.
| nº | Titolo originale                   | Titolo italiano | Prima TV USA      | Prima TV Italia |
| -- | ---------------------------------- | --------------- | ----------------- | --------------- |
| 1  | A New Life (Part 1)                |                 | 26 settembre 1994 |                 |
| 2  | A New Life (Part 2)                |                 | 3 ottobre 1994    |                 |
| 3  | Puppy Love                         |                 | 10 ottobre 1994   |                 |
| 4  | Your New Planet                    |                 | 17 ottobre 1994   |                 |
| 5  | The Wedding                        |                 | 24 ottobre 1994   |                 |
| 6  | Writing the Wrongs                 |                 | 31 ottobre 1994   |                 |
| 7  | Dirty Rotten Scoundrel             |                 | 7 novembre 1994   |                 |
| 8  | The Game You Play Tomorrow         |                 | 14 novembre 1994  |                 |
| 9  | Blossom Gump                       |                 | 21 novembre 1994  |                 |
| 10 | Oh, Baby                           |                 | 28 novembre 1994  |                 |
| 11 | Mating Rituals                     |                 | 9 gennaio 1995    |                 |
| 12 | Hi Diddly Dee                      |                 | 16 gennaio 1995   |                 |
| 13 | A Kiss Is Just a Kiss              |                 | 23 gennaio 1995   |                 |
| 14 | Who's Not on First                 |                 | 6 febbraio 1995   |                 |
| 15 | It Happened One Night              |                 | 13 febbraio 1995  |                 |
| 16 | A Mind with a Heart of Its Own     |                 | 20 febbraio 1995  |                 |
| 17 | The Date                           |                 | 27 febbraio 1995  |                 |
| 18 | The Departure                      |                 | 6 marzo 1995      |                 |
| 19 | A Star Is Bared                    |                 | 13 marzo 1995     |                 |
| 20 | You Say Tomato                     |                 | 20 marzo 1995     |                 |
| 21 | So Many Milestones, So Little Time |                 | 22 maggio 1995    |                 |
| 22 | Goodbye                            |                 | 22 maggio 1995    |                 |